# Impactos da pandemia de COVID-19 nos jogos eletrônicos
A pandemia de COVID-19 teve um impacto substancial na indústria de jogos eletrônicos. Essa indústria foi impactada pelo surto de várias maneiras, principalmente devido a preocupações com viagens para a China e outras localidades, ou relacionadas a desacelerações nos processos de fabricação nesse país.

## Visão geral
Em contraste com outros setores econômicos que foram drasticamente afetados pela pandemia, a indústria de jogos eletrônicos foi mais resiliente. A maioria das desenvolvedoras e editoras de jogos eletrônicos conseguiram manter operações com funcionários que trabalham em casa para sustentar o desenvolvimento de jogos e lançamentos digitais, embora, como os pedidos de permanência em casa persistiram, surgiram alguns problemas de produtividade. Além disso, com muitas pessoas em todo o mundo em casa e incapazes de trabalhar, jogos online obtiveram um número recorde de jogadores durante a pandemia como uma atividade popular para combater o distanciamento social, uma prática recomendada pela Organização Mundial da Saúde que ajudou a aumentar as receitas para muitas empresas.
Ainda houve impactos negativos no setor, notadamente como o encerramento de grandes eventos comerciais da área como a E3.
A pandemia impactou também as relações entre os desenvolvedoras e editoras menores. Isso afetou particularmente desenvolvedoras independentes, que normalmente usavam esses eventos para reuniões presenciais com parceiros em potencial para obter apoio financeiro e de publicação, e exigiam que eles atrasassem ou cancelassem projetos. Além disso, muitos eventos esportivos tiveram que alterar os planos de seus jogos, passando de eventos ao vivo para jogos remotos ou cancelamentos completamente. Partes do setor que dependiam de produtos físicos, como lojas de varejo e fabricantes de periféricos, bem como aquelas dependentes de atividades pessoais, como garantia de qualidade por meio de testes de reprodução, avaliação de classificações e marketing, também enfrentaram problemas com pedidos globais de quarentena em casa.
A origem da pandemia na China também deve impactar as cadeias de suprimentos de eletrônicos para todo o ano, o que pode limitar a disponibilidade de hardware uma vez que a pandemia relaxe. Isso pode afetar os planos da Microsoft e da Sony de lançar seus consoles de última geração, o Xbox Series X e o PlayStation 5, no final de 2020.

## Eventos cancelados ou afetados
Muitos eventos comerciais e exposições para a indústria foram cancelados ou adiados devido à proibição de reuniões públicas durante a pandemia. O maior evento comercial da E3 2020 foi cancelado em março de 2020 pela Entertainment Software Association (ESA) após várias semanas de dúvida. No entanto, em 11 de março de 2020, a ESA afirmou que cancelou o evento da E3 em meio aos temores da pandemia, enquanto pretendem organizar apresentações virtuais de seus expositores.
Outros eventos cancelados ou adiados incluem:
- O Taipei Game Show, planejado de 6 a 9 de fevereiro de 2020, foi adiado para 25 a 28 de junho de 2020,[10] sendo cancelado em março de 2020 devido a expansão do contágio do novo coronavírus.[11]
- O Mobile World Congress, a ser realizado em Barcelona, Espanha, em março de 2020, foi cancelado.[12]
- Vários fornecedores retiraram ou redimensionaram os planos de volta à apresentação no Penny Arcade Expo (PAX East), em Boston, no final de fevereiro de 2020, incluindo Sony Interactive Entertainment, Square Enix, Electronic Arts, Capcom, CD Projekt e PUBG Corporation.[13][14][15][16]
- A Paris Games Week, que aconteceria entre 23 e 27 de outubro de 2020, foi cancelada.[17]
- O evento da Tokyo Game Show de 24 a 27 de setembro de 2019 foi cancelado, embora os eventos online sejam realizados em seu lugar.[18]
- A E3 2020, seria a 26ª edição da Electronic Entertainment Expo, Que levou com o tempo ao encerramento das atividades da E3

## Produção de hardware
- A produção do Nintendo Switch no Vietnã havia sido reduzida devido à redução da oferta de componentes fora da China, em razão da desaceleração da produção durante as quarentenas. Como resultado, os suprimentos do Switch foram significativamente reduzidos no Japão e com os varejistas temendo escassez semelhante na Europa e na América do Norte. Em seu relatório anual publicado em maio de 2020, a Nintendo acreditava que a produção voltaria aos níveis normais dentro de alguns meses. Além disso, a Nintendo of America fechou seu centro de reparos como uma medida preventiva. A sede da empresa em Redmond, Washington e a loja em Nova Iorque também foram fechadas.[19]
- A Valve anunciou que sua produção no headset de realidade virtual do Valve Index foi reduzida devido ao impacto do coronavírus e teria menos remessas esperadas do que o planejado pelo lançamento do Half-Life: Alyx.[20]
- A Konami atrasou o lançamento do TurboGrafx-16 Mini em março devido a problemas na cadeia de produção na China devido ao novo coronavírus.[21]
- A Atari atrasou o Atari VCS que deveria ser lançado em março de 2020 devido ao novo coronavírus.[22]
- A Microsoft não previa qualquer atraso no lançamento planejado do console Xbox Series X, de acordo com Phil Spencer, em abril de 2020, embora afirmasse que alguns jogos esperados perto do lançamento podem ser adiados como resultado.[23]

## Jogos adiados
- Iron Man VR iria ser lançado em 15 de maio, mas foi adiado pra 3 de julho.[24]
- Battlefield 2042
- Death Stranding
- Deathloop
- Far Cry 6
- Ghost of Tsushima
- Gran Turismo 7
- Halo Infinite
- The Last of Us Part II
- Mafia: Definitive Edition

## Mortes notáveis
- John Horton Conway, matemático e criador do Jogo da vida.[25]
- Rick May, dublador; incluindo Peppy em Star Fox 64, o Soldier em Team Fortress 2 e Dr. M em Sly 3: Honor Among Thieves.[26]